# Correo de Comercio
El Correo de Comercio fue un periódico de Buenos Aires publicado al final de la etapa virreinal y durante los primeros tiempos de gobiernos autónomos, del 3 de marzo de 1810 al 6 de abril de 1811.

## Historia
El Correo de Comercio se publica entre el 3 de marzo de 1810 (si bien el “Prospecto” es anterior al 24 de enero, fecha en la que el virrey Baltasar Hidalgo Cisneros autoriza la circulación del periódico) y el 6 de abril de 1811. A partir del número ocho, del 21 de abril de 1810, agrega “de Buenos-Aires” en la segunda línea del título, en tipografía menor. Salía cada sábado.
Su principal redactor fue Manuel Belgrano, secretario del Real Consulado de Comercio cuando se comienza a editar. También colaboraron Pedro Antonio Cerviño y Juan Hipólito Vieytes. En buena medida fue el "sucesor" del periódico redactado por este último, el Semanario de Agricultura, Industria y Comercio, dada su concentración en materias económicas.